# Prunus webbii
Prunus webbii är en rosväxtart som först beskrevs av Édouard Spach, och fick sitt nu gällande namn av Friedrich Vierhapper. Prunus webbii ingår i släktet prunusar, och familjen rosväxter. Inga underarter finns listade i Catalogue of Life.